# 保外就医
保外就医或保外醫治（英語：compassionate release），指的是受刑人在具保的情形下，准其出外就醫治療。

## 各地情況

### 中华人民共和国《刑事诉讼法》定义
根据中国大陸《刑事诉讼法》，对于患有严重疾病，需要到狱外治疗的犯罪分子，由省级人民政府指定的医院开具证明文件，依照法定程序审批，准予其出狱治病的法律制度，而且经治疗疾病痊愈或者基本好转可以收监的应及时收监。

### 中華民國《監獄行刑法》規定
《監獄行刑法》第58條規定：「受刑人現罹疾病，在監內不能為適當之醫治者，得斟酌情形，報請監督機關許可保外醫治或移送病監或醫院。」並有《保外醫治受刑人管理規則》加以規範。
修正日期：民國99年5月26日
受刑人現罹疾病，在監內不能為適當之醫治者，得斟酌情形，報請監督機關許可保外醫治或移送病監或醫院。
監獄長官認為有緊急情形時，得先為前項處分，再行報請監督機關核准。
保外醫治期間，不算入刑期之內。但移送病監或醫院者，視為在監執行。
保外醫治，準用刑事訴訟法第111條第1項至第4項之命提出保證書、指定保證金額、第118條第1項之沒入保證金、第119條第2項、第3項之免除具保責任及第121條第4項之准其退保之規定。前項沒入保證金，由監獄函請指揮執行之檢察官以命令行之。
保外醫治受刑人違反保外醫治應遵守事項者，監督機關得廢止保外醫治之許可。
前項保外醫治受刑人應遵守事項、得廢止許可之要件及程序，由監督機關另定之。
衰老或身心障礙不能自理生活及懷胎5月以上或分娩未滿2月者，得準用第1項及第3項至前項之規定
前中華民國總統馬英九針對社會各界討論的前總統陳水扁保外就醫問題表示，「保外就醫」法律上叫做「保外醫治」，英文叫做「medical parole」，其實就是「醫療假釋」，也就是出來後，「其實就自由了」，「等於說就是放了」。也有人認為總統說明與法不符，在於：
1. 依法辦理為監獄行刑法第58條保外醫治期間，不算入刑期之內。但移送病監或醫院者，視為在監執行。
2. 受刑人現罹疾病，在監內不能為適當之醫治者，得斟酌情形，報請監督機關許可保外醫治或移送病監或醫院。[5][6]

### 香港
香港監獄制度並沒有保外就醫安排，但容許特赦罹患末期疾病的在囚人士。根據保安局局長黎棟國2015年3月25日書面回覆立法會議員蔣麗芸質詢，指在香港懲教院所服刑的在囚人士享有一般市民的基本醫療福利，所有懲教院所均設有醫院或診療室，由衛生署派駐的醫生及擁有護理資格的懲教人員提供基本醫療服務。在囚人士如感到身體不適，會獲安排到院所醫院或診療室接受醫生診治。如有需要，他們會被轉介予到診專科醫生或轉送公立醫院專科門診接受診治或留院。
至於病情嚴重的個案，如認為任何在囚人士不會存活超過他的刑期，或認為有關在囚人士繼續留在懲教院所會有生命危險，或完全或永遠不適合在懲教院所服刑，院所醫生會在參考相關公立醫院專科醫生的意見後，考慮是否根據《監獄規則》第148條，以書面向懲教署署長提出建議，以便呈交行政長官作決定，赦免或減輕該在囚人士的刑罰。
根據書面回覆，在2005年至2014年間，共有50名在囚人士根據上述安排提早獲釋，主要是末期癌症、肝衰竭以及腦血管疾病患者。至於較有名的提早獲釋者為因毒品罪行在1976年被判囚30年的吳錫豪，他1991年8月由於患上末期肝癌獲得香港總督特赦出獄，但實際上只是由瑪麗醫院羈留病房轉移到二等病房。
政府指由於在囚人士已享有一般市民醫療待遇，故不會另行設立因健康理由而提早獲釋的機制。

### 新西兰
新西兰司法制度允許患絕症受刑人及孕婦可以保外就醫或提前假釋，不過每年僅有少數人申請。

### 美国
美國聯邦監獄局規定，保外就醫許可由典獄官簽署。